# Иван Григоров (юрист)
Вижте пояснителната страница за други личности с името Иван Григоров.
Иван Тодоров Григоров е български юрист.
Завършва право в Софийския университет (1968). Специализира наказателно право и наказателен процес. Стажант-съдия в СГС (1970), адвокат в София и лектор в Централния съвет на адвокатурата (до 1991). Член на Висшия съдебен съвет и негов говорител (1991 – 1994). Председател на Върховния съд от (1992 – 1994). Съдия от квотата на Върховния съд в Конституционния съд (1994 – 2000). Председател на Върховния касационен съд (2000 – 2007).